# Windows 8
A Windows 8 a Microsoft Windows-termékcsaládjának tagja, melyet személyi számítógépeken és tablet PC-ken való használatra fejlesztettek. A kiskereskedelmi kiadás 2012. október 26-án jelent meg, három évvel elődje, a Windows 7 után. A Windows 8 szerveres társszoftvere, a Windows Server 2012 szintén aznap jelent meg.
2012. május 31-én egy úgynevezett Release Preview változat jelent meg, melynek révén az otthoni felhasználók is kipróbálhatták a rendszert a megjelenés előtt. A Windows 7-tel ellentétben, amely a Windows-sorozat egy továbbfejlesztett, átgondolt darabja volt (egy javított Vista), a Windows 8 gyakorlatilag az alapoktól újra lett tervezve. A rendszert az úgynevezett Modern felhasználói felület uralja, amely az érintőképernyős felhasználóknak kedvez, ugyanakkor megtalálható a klasszikus felületű asztal is, bár Start menü nélkül.
A Windows 8 és a Windows 8.1 összesített részesedése 18,75%, ezzel a harmadik legnépszerűbb operációs rendszer, megelőzve az OS X-et és a Windows Vistát.

## A fejlesztés története
A Windows 8 tervezése már a Windows 7 fejlesztésének befejezése előtt megkezdődött. Hivatalosan 2011 januárjában mutatták be a CES-en (Consumer Electric Show) azzal, hogy az új generációs ARM architektúrájú mikroprocesszorok kezelésére is képes a hagyományos x86-os (és x64-es) generáción kívül. Augusztusban elindították a fejlesztői blogot is, amelyben a tervezés és a kivitelezés egyes fázisairól tájékoztatták a nagyközönséget. Először szeptemberben bocsátottak egy erősen kezdetleges kipróbálható verziót a teszterek részére. 2012 márciusában aztán egy otthoni felhasználóknak szánt publikus béta is elérhetővé vált. A Windows 95 óta először fordult elő, hogy nem került bele a Windowsba a Start gomb és a Start menü, bár a helyén egy leegyszerűsített menüsort lehet használni. Ezt a változatot közel egymillióan töltötték le és próbálták ki. Májusban kiadták a Release Preview verziót, majd augusztus 1-jén az RTM-változatot is, ami tulajdonképpen már a kész rendszer volt, s kifejezetten a fejlesztők számára lett kiadva. Egy-két újítás került ekkor bele a publikus bétához képest: az alkalmazások frissített verziói, a Windows Intéző Fájlkezelőre lett átkeresztelve, elvetették az Aero témát (melyet egy szolidabb témára cseréltek), és újabb hátterek és grafikai elemek kerültek be.
A fejlesztés állomásai
- Milestone 1 (2010. szeptember 22.): A Windows 8 korai (alfa) verziója először szivárog ki az internetre. Először itt jelenik meg a szalag eszköztár.
- Milestone 2 (2011. április 25.): Ez a verzió belső tesztelésre készült, ekkor még csak a fájlrendszer fejlesztésén dolgoztak.
- Milestone 3 (2011. június 18.): Szintén nem hivatalos verzió, ez már tartalmazta az SMS funkciót, virtuális billentyűzetet, és az új indítási képernyőt.
- Developer Preview (DP, 2011. szeptember 13.): Az első hivatalos kiadás, amely tartalmazta a Metro kezelőfelületet, és teljesen támogatta az érintőkijelzőket. Béta kipróbálói már visszajelzéseket küldhettek a Microsoft-nak.
- Release Candidate (CP, 2012. május 31.): A béta verzió visszajelzéseivel javított verzió már a kiadásra szánt verzió volt, viszont itt még gyűjtötték a visszajelzéseket (bár azokat már nem használták fel a Windows 8-ban). A gyártók itt már megszerezhették a „Designed for Windows 8” matricát.
- Release To Manufacturing (RTM, 2012. július/augusztus): Gyártásra kiadott verzió, melyben csak apróbb csiszolásokat végeztek.
- General Availability (GA, 2012. október): Végleges verzió, melyet már nem változtattak, hanem sorozatgyártásra küldtek.

## Új és megváltozott funkciók
A legfontosabb újdonságok közt találjuk a gyorsabb indítást, ami az UEFI-integrációnak, valamint az új, hibrid indításnak (ami gyakorlatilag azt jelenti, hogy a Windows-kernel hibernálásra kerül, nem teljes leállításra) köszönhető. Emellett bekerült egy új zárolóképernyő, órával és értesítési területtel, valamint a Windows To Go, azaz a felhasználók által elkészíthető, USB-meghajtóról induló operációs rendszer. A Windows 8 gyárilag támogatja az USB 3.0 szabványt valamint a NFC-t. A Windows Intéző (új nevén most már Fájlkezelő) megkapta a korábbról ismert szalagos kezelőfelületet, emellett a fájlműveletek is részletesebb ablakban kaptak helyet, és lehetőség van a fájlok opcionális gyors visszaállítására, amennyiben készült már egy biztonsági mentés másodlagos meghajtóra. További újítás, hogy azok, akik több merevlemezt is használnak, összevonhatják azokat akár egy, akár több virtuális meghajtóba. Áttervezésre került a Feladatkezelő is, felhasználóbarátabbá és egyben részletesebbé vált, emellett a jól ismert kék halál is barátságosabb képernyőt kapott. A Windows 8 már natívan kezeli a PDF-formátumú fájlokat, amikhez egy gyors és alapszintű szolgáltatásokat tartalmazó programot kínál. A rendszer keresője pedig jelentősen gyorsult.

### Windows To Go
A Windows To Go a Windows 8 Enterprise egy szolgáltatása, ami lehetővé teszi hordozható munkamenet létrehozását USB-n és külső merevlemezeken. Célja, hogy lehetővé tegye vállalati rendszergazdáknak, hogy a felhasználók magukkal vihessék a Windows 8 másolatát minden személyes adatukkal együtt. A Microsoft először a BUILD konferencián mutatta be. A Windows Áruház nem érhető el Windows To Go munkakörnyezet alatt, de ezt a Csoportházirend alatt engedélyezni lehet.

### Biztonság
Bekerült két új azonosítási metódus, amely főként a táblagépek tulajdonosainak szól (PIN-kód és képfelismerés). A Microsoft Security Essentials alapértelmezésből belekerült a rendszerbe, immáron Windows Defender néven védi a számítógépet az első indítástól kezdve. A SmartScreen-szűrő pedig integrálva lett, védve a gépet a bootolás alatt is az indítás során történő malware-fertőzésektől, illetve a magukat álcázó vírusoktól. A korábban a Windows Live-csomag részeként létező Családbiztonság a rendszer szerves része lett, így a szülők könnyebben ellenőrizhetik gyermekeik számítógép-használati szokásait. Javult a rendszerben az ASLR védelem is, ami a rendszerfunkciókat tartalmazó állományokat véletlenszerűen tölti be a memóriába. Amennyiben mégis megtörténik a baj, a számítógép visszaállítható telepítéskori állapotába, méghozzá kétféleképpen: csak a rendszer visszaállításával (ekkor érintetlenül maradnak a felhasználó adatai, beállításai és a telepített modern alkalmazások), vagy az egész gépre kiterjedően (ekkor törlődik minden adat). A modern alkalmazások az App Container nevet viselő sandbox rendszerben futnak, így a programok csak a saját könyvtáraikat érhetik el. Ezekkel a funkciókkal vitathatatlanul az eddigi legbiztonságosabb Windows rendszer.

### Online szolgáltatások
Azok, akik rendelkeznek Microsoft-fiókkal (korábban Windows Live ID vagy MSN azonosító, újabban Microsoft account), bejelentkezhetnek és szinkronizálhatják adataikat a központi szerveren keresztül. Ez azt is jelenti, hogy (a külön letölthető segédprogram segítségével) akár közvetlenül OneDrive-ba (régebbi nevén SkyDrive-ba), egy internetes tárhelybe is feltölthetik adataikat. Lehetőség van Windows Phone, Xbox 360 és Xbox One eszközökhöz is kapcsolódni, de dedikált alkalmazást kaptak az olyan szolgáltatások is, mint a Flickr vagy a Facebook. A rendszer része még az alaposan áttervezett Internet Explorer 10-es verziója, amely már nem támogatja az ActiveX-et, viszont az Adobe Flash integrálva lett a 10-es verziótól, ezáltal már indításkor is van benne natív Flash-támogatás. Mobiltelefonra vagy hasonló készülékre telepítve képes a hálózati beállítások letöltésére és a repülőgépes üzemmódra.

### Windows Store
Főként a mobileszközök felhasználóinak készült a Microsoft saját alkalmazásboltja. Az innen letölthető programok teljes képernyőn futnak, de dokkolhatóak is a képernyő szélére. Egymással interakcióba is léphetnek, tehát lehetséges köztük az átjárás, ami különösen az élmények megosztásánál lehet hasznos. Az áruház újfajta megközelítéssel az úgynevezett „Windows Runtime” környezetet támogatja, azaz a C, C++, VB.NET, C#, HTML5 és JavaScript-nyelven írt programokat. Ez lehetővé teszi, hogy az asztali gépekre íródott szoftverek akár mobil eszközökön is fussanak, természetesen csak azután, hogy a felhasználó engedélyt adott az alkalmazásnak a hozzáféréshez. A Windows 8 alapverziói kizárólag ebből az alkalmazásból engedélyezik a programok telepítését, legalább Enterprise-változat kell az azon kívüli telepítéshez. Az alkalmazások osztják a Windows 8 új, csempe alakú formavilágát is.

### A Modern kezelőfelület
A Metro a dizájnnyelvünk. Azért hívjuk így, mert modern, letisztult, gyors és élettel teli. A tartalomról és tipográfiáról szól, ráadásul teljesen egyedi.
A Windows 8 a Windows Phone 7 operációs rendszeréhez nagyon hasonló kezelőfelülettel, a Modern felhasználói felülettel rendelkezik. Ez egyfajta csempékből áll össze, ahol minden egyes „csempét” egy-egy program alkot. Ezek képesek különféle információk megjelenítésére, például az olvasatlan e-mailek számát vagy az aktuális hőmérsékletet stb. illetően. Az alkalmazások teljes képernyőn futnak, és képesek egymással információkat megosztani. A kezelőfelület forradalmi újításának köszönhetően az Asztalról eltűnt a Start gomb és a Start menü, a helyüket egy ikonsor veszi át. Már a hivatalos kiadás előtt megjelentek programok, amik a Start menüt hivatottak helyettesíteni. A képernyő szélén azonban megjeleníthető egy függőleges állapotsáv is, amely alkalmazástól függően képes további opciókra (a Start menü is ide költözött át). A csempesor egy egyszerű mozdulattal eltüntethető, és behozható helyette a klasszikus Asztal is, amely azonban elveszítette a régi Aero-témát, helyette egy szolidabb, a rendszerhez illő kinézet vette át a helyét. Az asztali felhasználóknak elsőre talán kényelmetlenül ható újítás, hogy az egérmutatót a képernyő megfelelő sarkaiba kell húzni további beállítások érdekében.

### Biztonságos indítás
Az UEFI-támogatásnak köszönhetően (amely tulajdonképpen a BIOS utódja) a Windows 8 képes arra is, hogy a rendszerindításkor aktivizálódó vírusok és egyéb kártevők elindulását megakadályozza. Ez általában egy kód megadásával történik, ami miatt kritikák is érték a Microsoftot, hogy esetlegesen ez a módszer megakadályozná más operációs rendszerek (pl. egyes Linux verziók, Windows 7) telepítését az adott gépre. A biztonságos indítást csak a Windows 8 és a 12.04-nél frissebb Ubuntu támogatja. Ezt a beállítást az ARM-architektúrájú processzorokhoz készített Windows RT-ben nem lehet megváltoztatni.

### Kimaradt elemek
A Windows Media Player mostantól, a szükséges kodekek hiánya miatt, önmagában nem tud DVD-t lejátszani. A probléma orvosolható másik lejátszószoftver, például VLC media player feltelepítésével, esetleg a rendszerből ugyancsak kikerült Windows Media Center külön megvásárlásával. Ugyancsak kikerült az árnyékmásolat-készítési és fájlhelyreállítási funkció, mert azok helyét egy új szisztéma, a Fájlelőzmények vette át. A szolgáltatás rendszeresen biztonsági másolatot készít a számítógép Dokumentumok, Zene, Képek, Videók és Asztal nevű mappájában tárolt fájlok verzióiról, illetve a OneDrive offline tárolt fájljairól. Az így készült mentéssel adatvesztés esetén helyreállíthatók a fájlok verziói. A rendszer már nem tartalmazza a már klasszikussá vált Windows játékokat (Aknakereső, Dáma, Pasziánsz stb.), ezek modern változata az Áruházból tölthető le.

## Kiadások
A Windows 8 jóval kevesebb kiadásban jelent meg, nem sok választást hagyva az átlagfelhasználóknak a Windows 7-hez képest. Az Európai Bizottság 2004-es döntése alapján a Microsoft az Európai Unióban köteles a szabad programválasztás elve alapján Windows Media Player mentes verziókat árusítani, ezek az úgynevezett „N” változatok (például Pro N). A rendszerre (annak megjelenésétől 2013. január 31-ig) minden legális Windows tulajdonos kedvezményesen frissíthetett, amennyiben a Frissítési segédet érvényesített Windows XP vagy annál újabb rendszeren, illetve a Windows 8 bétáján futtatta. Ekkor a Windows 8 Pro 9000 forintba került. A rendszer az alábbi kiadásokban jelent meg:
- Windows 8: otthoni felhasználóknak. A Pro verzióhoz képest csak a VHD-bootolást, a Windows tartománykezelést, a csoportházirendet és a Hyper-V-futtatást nem tartalmazza.
- Windows 8 Profesional: kis- és középvállalati környezetbe.
- Windows 8 Enterprise: nagyvállalat környezetbe szánt, csak mennyiségi licencvásárlóknak és MSDN és Technet Professional előfizetőknek. A Pro verzióhoz képest tartalmazza még az AppLocker, a DirectAcces, a BranchCache, a RemoteFX, és a Windows To Go technológiákat.
- Windows RT: önmagában nem kapható, csak ARM-rendszereken használható, de tartalmazza a Microsoft Office 2013 otthoni és diákverziójának RT-s változatát.

## Rendszerigény

### PC
| Követelmény        | Minimum konfiguráció (Minimum)          | Ajánlott konfiguráció (Recommended)                          |
| ------------------ | --------------------------------------- | ------------------------------------------------------------ |
| Architektúra       | IA-32 (32 bit) x64 (64 bit)             | x64 (64 bit)                                                 |
| Processzor         | 1.4 GHz (PAE, NX, és SSE2-támogatással) | Second Level Address Translation (SLAT) Hyper-V támogatással |
| Memória (RAM)      | IA-32: 2 GB x64: 4GB                    | x64: 4-64GB                                                  |
| Videókártya        | DirectX 9 WDDM 1.0 vagy újabb           | DirectX 10                                                   |
| Képernyő felbontás | 640×480 pixel                           | 1366×768 pixel                                               |
| Beviteli eszközök  | Billentyűzet Egér                       | Érintésérzékeny kijelző                                      |
| Szabad hely        | IA-32: 16 GB x64: 20 GB                 | IA-32: 50 GB x64: 80 GB                                      |
| Egyéb              | N/A                                     | UEFI Internetelérés                                          |

A Windows 8 rendszerigénye nem sokkal nagyobb, mint a Windows 7-é. Windows Store-alkalmazások futtatásához 1024×768-as felbontás a minimálisan megkövetelt, egyebekben 1366×768 az oldalsávok használatához. Ahhoz, hogy egy számítógép megkapja a Windows 8-ra hitelesítés minősítését, készenléti módból legfeljebb 2 másodperc alatt fel kell állnia a rendszernek.
A Windows 8 képes futni Hyper-V, VMware Workstation 8.0.2, VirtualBox 4.1.8, Parallels Workstation 6.0, Parallels Desktop 4.0, és XenDesktop 5.5 emulátor-szoftverek mellett. Azonban nem működik vele együtt a Microsoft Virtual PC, Windows Virtual PC, Microsoft Virtual Server és a VMware Workstation 7.x vagy korábbi verziók.

### Táblagépek és egyebek
| Grafikus kártya | DirectX 10 videókártya, legalább WDDM 1.2 vezérlővel                                             |
| Szabad hely     | 10 GB                                                                                            |
| Gombok          | 'Bekapcsolás', 'Forgatás-zár', 'Windows-gomb', 'Hangerő fel', 'Hangerő le'                       |
| Kijelző         | Legalább öt ponton érzékeny, minimum 1366×768 felbontású érintőképernyő, 32 bites színmélységgel |
| Kamera          | Minimum 720p (HD)                                                                                |
| Fényérzékelő    | 1–30 000 lux érzékeny, 5–60 000-es dinamikatartománnyal                                          |
| Gyorsulásmérő   | Háromirányú, legalább 50 Hz frissítéssel                                                         |
| USB 2.0         | Legalább egy port                                                                                |
| Csatlakozás     | Wi-Fi és Bluetooth 4.0                                                                           |
| Egyéb           | Hangszóró, mikrofon, magnetométer és giroszkóp, opcionálisan GPS                                 |

## Fogadtatása
| „                           | A pénteki premier óta eltelt néhány nap alatt világszerte négymillióan vásároltak Windows 8-frissítést. | ” |
| – Steve Ballmer, Build 2012 | |   |

A Windows 8-at sokan bírálták, hogy drasztikusan eltér az eddig megszokott Windows felülettől. Túl erőltetettnek tekinteték a csempés felületet, és hiányolták a Start menüt. Ezzel szemben a Windows 8 az eddigi legjobb starttal rendelkező operációs rendszer: négy nap alatt 4 millió végfelhasználói példány fogyott belőle és indulásától számított harmadik hónapban már a 60 milliós eladást is elérte. A rendszerből 6 hónap alatt több mint 200 millió licencet adtak el, így fél év alatt megduplázták az eladások mennyiségét, számolt be erről Tami Reller a cég marketingdivíziójának alelnöke 2014. február 13-án. Steve Ballmer a Microsoft akkori elnök-vezérigazgatójának várakozásai szerint a megjelenést követő egy évben 400 millió eszköznek kellett volna futtatni Windows 8-at.

## Windows 8.1
A Windows 8.1 (kódnevén Windows Blue) a Windows család újabb tagja, amely összes funkciójára jogosultak a Windows 8-cal rendelkező felhasználók, akik egy nagyobb frissítéscsomag letöltésével díjmentesen válthatnak az új rendszerre. A rendszer 2013. október 17-én jelent meg, és minden Windows 8-felhasználó számára ingyenesen elérhető. A rendszerhez a gyártó 2023. január 10-ig biztosít biztonsági frissítéseket. A rendszerből megjelent béta verziót (a Developer Preview-t) bárki kipróbálhatta és telepíthette a Microsoft honlapjáról, egészen a rendszer megjelenéséig. Az előzetes kipróbálóinak újra kell telepíteniük a rendszerüket a Windows 8.1 telepítéséhez.

### Újítások
- Internet Explorer 11-es verziója, amely a sebesség és a biztonság terén is fejlődött.
- Visszatért a Start gomb (nem összetévesztendő a Start Menüvel).[25]
- Újra bootolhatunk az Asztalra.
- Bővült és megújult az Áruház, az alkalmazások száma a megjelenéskor már 100 ezer fölött volt.
- Új keresőmotor (a Bing fejlesztőitől, és már appokban is kereshetünk).[26]
- Akár négy Windows app párhuzamos futtatásának lehetősége megfelelő felbontású képernyőkön.
- 7 és 8 hüvelykes táblagépek támogatása.
- Jobb személyre szabhatóság.
- Továbbfejlesztett „Charm” kezelősávok. Lehetőség van letiltani, nehogy egy hozzáértő beavatkozzon a rendszerbe.[27]
- Mélyebb integrálást kapott a OneDrive (régebbi nevén SkyDrive).
- Mozgó képek a kezdőképernyőn.
- Leállítás a Start gombbal.
- Új ébresztő alkalmazás, „Riasztások” néven.[28]
- Új Hangrögzítő, Szkennelő, Számológép, Riasztások és Könyvjelző alkalmazások.
- Bing Egészség és fitnesz, Gasztronómia appok.[29][30]

### Eltávolított vagy megváltozott elemek
- Az Üzenetek alkalmazást a frissítésben kiváltotta a Microsoft hivatalos csevegőkliense, a Skype.
- A Vistában megjelent Windows-élményindex komolytalan eredményei miatt kikerült az operációs rendszerből.
- Az Intézőből eltűntek a Könyvtárak, de visszakapcsolhatók.
- Az Intézőben a „Számítógép” felirat helyett „Ez a gép” olvasható.
- A Fényképek és a OneDrive (SkyDrive) app közös motort kapott, viszont a Facebook- és a Flickr-albumok megtekintéséről le kell mondani.[31]

### Kiadások
A Windows 8.1 azonos kiadásokban jelent meg, mint a Windows 8, bár az új rendszer pár ezer forinttal drágább, mint elődje. A megjelenésével egy időben a Windows 8 telepítők lekerültek a boltok polcairól.
A kereskedelmi forgalomba került kiadások:
- Windows 8.1
- Windows 8.1 Profesional
- Windows 8.1 Enterprise
- Windows RT 8.1

### Update 1
Windows 8.1 Update 1 (GDR1) a Windows 8.1 egy nagyobb (400–700 MB-os) frissítése (mondhatni service pack), amelynek célja a hagyományos asztal és a start menü páros, illetve a modern stílusú felület egyesítése. A rendszerbe bekerült egy rég várt kikapcsológomb is. A frissítés 2014. április 8-án jelent meg, ami egy időbe esett a Windows XP terméktámogatásának megszűnésével. A patch talán legérdekesebb célja a rendszerigényének csökkentése, így jelentősen bővült a vele kompatibilis számítógépek köre. A rendszer már beéri 1 Gigabyte memóriával és 16 Gigabyte háttértárral. A modern alkalmazásokat (appokat) lehetőségünk van letűzni a tálcára.

#### Újítások
- Az Internet Explorer 11-es verziója gyorsabb lett, és 10 helyett 100 lapot is képes lassulás nélkül kezelni.
- Több mint 200 ponton optimalizált erőforrásigény.
- Érintőképernyő hiányában a rendszer automatikusan az Asztalra bootol.
- A modern appok megkapják a hagyományos vezérlőszerveket (X, illetve _ gombokat).
- Az appokat letűzhetjük az asztalra.
- Jobb egérgombbal kattintva a csempékre előjön a klasszikus helyi menü.
- Mindig elérhető „Szupertálca”.
- A Kezdőképernyő jobb felső sarkában megjelenik egy kikapcsológomb és egy keresést elindító ikon.
- Választhatunk, hogy az asztali vagy metrós program nyíljon meg automatikusan.
- OneDrive váltja a SkyDrive-ot – a név körül kialakult jogi vita miatt.[37]
- Átszabott Áruház, amit már letűzhetünk a tálcára.
- Az újonnan telepített szoftver vizuálisan jobban kiemelkedik az Alkalmazások közül.
- Új egérspecifikus menük a PC-felhasználóknak.[38][39][40][41][42]

### Apróbb időközi bővítések
A megváltoztatott frissítési stratégiájának keretében a Microsoft több olyan funkcióval is ellátta a rendszert, amelyek csak ajánlott frissítésként jutnak el a felhasználókhoz. Ezeket a Patch Tuesday alkalmával a Windows Update-ben lehet letölteni. Ezek az apróbb javítások és funkcióbővítések nem kaptak külön Update megnevezést. Az első ilyen ~200 MB-os csomag 2014. augusztus 12-én jelent meg.

#### Újítások
- Érintőpaddal kapcsolatos funkcióbővítések.
- Miracasttal kapcsolatos újdonságok.
- Egyszerűbb Microsoft SharePoint Online bejelentkezés.
- Az Internet Explorer automatikusan blokkolja a korábbi, elavult verziójú ActiveX vezérlőket, köztük a rendkívül sebezhető, Oracle készítette Javát is.
- Új beállítási lehetőségek a Frissítés és visszaállítás eszközben.[43][44][45][46]

## A jövő
A Windows 8.1 nagy előnye a régi felület (részleges) visszahozása, ennek köszönhetően már sikeresebb, mint az elődje. A megjelenése utáni 7. hónapban a Windows XP terméktámogatása lejárt (2014. április 8-án), így valószínűleg sok XP-felhasználó cseréli le védtelenné vált rendszerét valamelyik modernebb Windowsra.
A Microsoft a jövőben évente kiad egy új Windowst, amelyre a Windows 8-felhasználók várhatóan díjmentesen átválthatnak.